# بازوگس
بازوگس (به فرانسوی: Bazauges) یک کمون (فرانسه) در فرانسه است که در شرانت-ماریتیم واقع شده‌است. بازوگس ۸٫۲۸ کیلومتر مربع مساحت دارد ۸۵ متر بالاتر از سطح دریا واقع شده‌است.